# François Bourricaud
François Bourricaud (Saint-Martin-du-Bois, 28 dicembre 1922 – Saint-Mandé, 8 novembre 1991) è stato un sociologo francese.

## Biografia
Fu un grande studioso di Talcott Parsons e fu docente all'Università di Bordeaux e alla Paris-Descartes. Esponente della scuola weberiana, fu critico nei confronti di Pierre Bourdieu. Sviluppò, in collaborazione con Raymond Boudon, il concetto di "attore razionale".
Nel 1952, si trasferì per un anno a Puno, sulle rive del lago Titicaca, per studiare la vita degli indios peruviani.
Muore l'8 novembre 1991 a Saint-Mandé, comune alle porte di Parigi, all'età di 68 anni.

## Opere
- (FR) Pouvoir et société dans le Pérou contemporain, Parigi, Armand Colin, 1967, ISBN non esistente.
- Raymond Boudon e François Bourricaud, Dizionario critico di sociologia, traduzione di L. Infantino, Armando Editore, 1991, ISBN 9788871442402.